# The Predator
Az 1992-s The Predator Ice Cube harmadik nagylemeze. Az 1992-es Los Angeles-i zavargások hónapjaiban jelent meg, több dal kommentálja a faji feszültségeket. A cím utalás a Predator 2 című filmre, az albumon néhány sample is hallható a filmből. Bár nem ez Ice Cube legnagyobb kritikai sikereit elért albuma, kétségkívül ez érte el a legnagyobb kereskedelmi sikereket. Az Egyesült Államokban dupla platina minősítést kapott. Ezen a lemezen szerepel legismertebb dala, az It Was a Good Day. A The Predator Ice Cube egyetlen number one albuma a Billboard 200 listán, emellett a Top R&B/Hip Hop Albums listát is vezette. Szerepel az 1001 lemez, amit hallanod kell, mielőtt meghalsz című könyvben.

## Az album dalai
|     | Cím                               | Hossz |
| --- | --------------------------------- | ----- |
| 1.  | The First Day of School (intró)   | 1:20  |
| 2.  | When Will They Shoot?             | 4:36  |
| 3.  | I'm Scared (insert)               | 1:32  |
| 4.  | Wicked                            | 3:55  |
| 5.  | Now I Gotta Wet 'Cha              | 4:03  |
| 6.  | The Predator                      | 4:03  |
| 7.  | It Was a Good Day                 | 4:19  |
| 8.  | We Had to Tear This Mothafucka Up | 4:23  |
| 9.  | Fuck 'Em (insert)                 | 2:02  |
| 10. | Dirty Mack                        | 4:34  |
| 11. | Don't Trust 'Em                   | 4:06  |
| 12. | Gangsta's Fairytale 2             | 3:19  |
| 13. | Check Yo Self                     | 3:42  |
| 14. | Who Got the Camera?               | 4:37  |
| 15. | Integration (insert)              | 2:31  |
| 16. | Say Hi to the Bad Guy             | 3:19  |

## Fordítás
Ez a szócikk részben vagy egészben a The Predator című angol Wikipédia-szócikk ezen változatának fordításán alapul.  Az eredeti cikk szerkesztőit annak laptörténete sorolja fel. Ez a jelzés csupán a megfogalmazás eredetét és a szerzői jogokat jelzi, nem szolgál a cikkben szereplő információk forrásmegjelöléseként.